# Mustafa I
Mustafa I (în arabă مصطفى الأول, n. 24 iunie 1591, Constantinopol, Imperiul Otoman – d. 20 ianuarie 1639, Constantinopol, Imperiul Otoman) a fost sultanul Imperiului Otoman între anii 1617-1618 și 1622-1623. Mustafa I a fost un iubitor de muzică. Îi plăcea să cânte la harpă. El era inspirat de faimoasa muzică grecească.